# Гале (град)
Гале (на синхалски: ගාල්ල; на тамилски: காலி) е град в Шри Ланка, разположен на югозападното крайбрежие на островната държава, както и на 119 км югоизточно от административната столица Коломбо. Гале е главен град на Южната провинция и е разположен в региона Гале.
Със своето население от 86 333 души Гале е главният град в най-южната част на остров Цейлон и разполага с железопътни връзки до Коломбо и Матара. На 26 декември 2004 г. градът бива опустошен от масивно цунами, предизвикано от земетресението в Индийския океан на 26 декември 2004 година, станало на хиляди мили от града, близо до западното крайбрежие на Индонезия. Жертвите само в града са хиляди.